# Championnat NCAA de football américain 2011
Navigation
Édition précédente Édition suivante
Le Championnat NCAA de football américain 2011 a débuté en septembre 2011 et s'est achevé le 9 janvier 2012. La finale nationale qui s'est déroulée au Mercedes-Benz Superdome de La Nouvelle-Orléans (Louisiane) le 9 janvier 2012 a vu la victoire des Crimson Tide de l'Alabama, classés 2e à l'issue de la saison régulière face aux premiers, les Tigers de LSU 21 à 0 lors du BCS National Championship Game 2012.

## Changements concernant les conférences et les équipes

### Changements de conférences
Plusieurs programmes ont changé de conférence, les Nebraska Cornhuskers entre autres, ont abandonné la Big 12 Confenrence pour rejoindre la Big Ten Conference. De nombreux autres changements sont à prévoir, comme un effet domino, le départ d'une équipe forcera les conférences à compenser par l'arrivée d'une autre et ainsi de suite. La possibilité de voir le paysage du football américain universitaire fortement évolué avec notamment l'émergence éventuelle de « Superconference » regroupant jusqu'à 16 équipes. Enfin, la Big 12 Conference pourrait disparaître à la suite de multiples départs des grosses écuries.
| Équipe universitaire | Conférence précédente       | Nouvelle conférence      |
| -------------------- | --------------------------- | ------------------------ |
| Colorado Buffaloes   | Big 12 Conference           | Pacific-12 Conference    |
| Boise State Broncos  | Western Athletic Conference | Mountain West Conference |
| Nebraska Cornhuskers | Big 12 Conference           | Big Ten Conference       |
| Utah Utes            | Mountain West Conference    | Pacific-12 Conference    |
| BYU Cougars          | Mountain West Conference    | Indépendant              |

### Équipes en transition
4 équipes de 2e division (Football Championship Subdivision I-AA) ont débuté en 2011 une transition de 2 ans en 1re division (Football Bowl Subdivision I-A). Elles seront membres à part entière de la 1re division en 2013.
- Les Minutemen d'UMass de l'Université du Massachusetts à Amherst intègrent la Mid-American Conference.
- Les Jaguars de South Alabama jouent depuis 2009 en Sun Belt Conference.
- Les Bobcats de Texas State intègrent la Western Athletic Conference.
- Les Roadrunners d'UTSA, équipe l'Université du Texas à San Antonio intègrent aussi la WAC.

## Classements
| Atlantic Coast Conference                          |      |      |       |       |       |       |
|                                                    | Conf | Conf | Total | Total | Total | Total |
| Équipe                                             | V    | D    | V     | D     |       |       |
| Atlantic                                           |      |      |       |       |       |       |
| Clemson                                            | 6    | 2    | 10    | 3     |       |       |
| Wake Forest                                        | 5    | 3    | 6     | 6     |       |       |
| Florida State                                      | 5    | 3    | 8     | 4     |       |       |
| North Carolina State                               | 4    | 4    | 7     | 5     |       |       |
| Boston College                                     | 3    | 5    | 4     | 8     |       |       |
| Maryland                                           | 1    | 7    | 2     | 10    |       |       |
| Coastal                                            |      |      |       |       |       |       |
| Virginia Tech                                      | 7    | 1    | 11    | 2     |       |       |
| Virginia                                           | 5    | 3    | 8     | 4     |       |       |
| Georgia Tech                                       | 5    | 3    | 8     | 4     |       |       |
| Miami (FL)                                         | 3    | 5    | 6     | 6     |       |       |
| North Carolina                                     | 3    | 5    | 7     | 5     |       |       |
| Duke                                               | 1    | 7    | 3     | 9     |       |       |
| Finale de Conférence : Clemson 38-10 Virginia Tech |      |      |       |       |       |       |

| Big 12 Conference                                    |      |      |       |       |       |       |
|                                                      | Conf | Conf | Total | Total | Total | Total |
| Équipe                                               | V    | D    | V     | D     |       |       |
| Oklahoma State                                       | 8    | 1    | 11    | 1     |       |       |
| Kansas State                                         | 7    | 2    | 10    | 2     |       |       |
| Baylor                                               | 6    | 3    | 9     | 3     |       |       |
| Oklahoma                                             | 6    | 3    | 9     | 3     |       |       |
| Missouri                                             | 5    | 4    | 7     | 5     |       |       |
| Texas                                                | 4    | 5    | 7     | 5     |       |       |
| Texas A&M                                            | 4    | 5    | 6     | 6     |       |       |
| Iowa State                                           | 3    | 6    | 6     | 6     |       |       |
| Texas Tech                                           | 2    | 7    | 5     | 7     |       |       |
| Kansas                                               | 0    | 9    | 2     | 10    |       |       |
| Finale de Conférence : Oklahoma State 44-10 Oklahoma |      |      |       |       |       |       |

| Big East Conference |      |      |       |       |       |       |
|                     | Conf | Conf | Total | Total | Total | Total |
| Équipe              | V    | D    | V     | D     |       |       |
| Cincinnati          | 5    | 2    | 9     | 3     |       |       |
| West Virginia       | 5    | 2    | 9     | 3     |       |       |
| Louisville          | 5    | 2    | 7     | 5     |       |       |
| Rutgers             | 4    | 3    | 8     | 4     |       |       |
| Pittsburgh          | 4    | 3    | 6     | 6     |       |       |
| Connecticut         | 3    | 4    | 5     | 7     |       |       |
| South Florida       | 1    | 6    | 5     | 7     |       |       |
| Syracuse            | 1    | 6    | 5     | 7     |       |       |

| Big Ten Conference                                    |      |      |       |       |       |       |
|                                                       | Conf | Conf | Total | Total | Total | Total |
| Équipe                                                | V    | D    | V     | D     |       |       |
| Big Ten - Legends                                     |      |      |       |       |       |       |
| Michigan State                                        | 7    | 1    | 10    | 3     |       |       |
| Michigan                                              | 6    | 2    | 10    | 2     |       |       |
| Nebraska                                              | 5    | 3    | 9     | 3     |       |       |
| Iowa                                                  | 4    | 4    | 7     | 5     |       |       |
| Northwestern                                          | 3    | 5    | 6     | 6     |       |       |
| Minnesota                                             | 2    | 6    | 3     | 9     |       |       |
| Big Ten - Leaders                                     |      |      |       |       |       |       |
| Wisconsin                                             | 6    | 2    | 11    | 2     |       |       |
| Penn State                                            | 6    | 2    | 9     | 3     |       |       |
| Purdue                                                | 4    | 4    | 6     | 6     |       |       |
| Ohio State                                            | 3    | 5    | 6     | 6     |       |       |
| Illinois                                              | 2    | 6    | 6     | 6     |       |       |
| Indiana                                               | 0    | 8    | 1     | 11    |       |       |
| Finale de Conférence : Wisconsin 42-39 Michigan State |      |      |       |       |       |       |

| Conference-USA                                     |      |      |       |       |       |       |
|                                                    | Conf | Conf | Total | Total | Total | Total |
| Équipe                                             | V    | D    | V     | D     |       |       |
| Est                                                |      |      |       |       |       |       |
| Southern Miss                                      | 6    | 2    | 11    | 2     |       |       |
| Marshall                                           | 5    | 3    | 6     | 6     |       |       |
| East Carolina                                      | 4    | 4    | 5     | 7     |       |       |
| UAB                                                | 3    | 5    | 3     | 9     |       |       |
| UCF                                                | 3    | 5    | 5     | 7     |       |       |
| Memphis                                            | 1    | 7    | 2     | 10    |       |       |
| Ouest                                              |      |      |       |       |       |       |
| Houston                                            | 8    | 0    | 12    | 1     |       |       |
| Tulsa                                              | 7    | 1    | 8     | 4     |       |       |
| SMU                                                | 5    | 3    | 7     | 5     |       |       |
| Rice                                               | 3    | 5    | 4     | 8     |       |       |
| UTEP                                               | 2    | 6    | 5     | 7     |       |       |
| Tulane                                             | 1    | 7    | 2     | 11    |       |       |
| Finale de Conférence : Southern Miss 49-28 Houston |      |      |       |       |       |       |

| Mid-American Conference                             |      |      |       |       |       |       |
|                                                     | Conf | Conf | Total | Total | Total | Total |
| Équipe                                              | V    | D    | V     | D     |       |       |
| Est                                                 |      |      |       |       |       |       |
| Ohio                                                | 6    | 2    | 9     | 4     |       |       |
| Temple                                              | 5    | 3    | 8     | 4     |       |       |
| Kent State                                          | 4    | 4    | 5     | 7     |       |       |
| Bowling Green                                       | 3    | 5    | 5     | 7     |       |       |
| Miami (Ohio)                                        | 3    | 5    | 4     | 8     |       |       |
| Buffalo                                             | 2    | 6    | 3     | 9     |       |       |
| Akron                                               | 0    | 8    | 1     | 11    |       |       |
| Ouest                                               |      |      |       |       |       |       |
| Northern Illinois                                   | 7    | 1    | 10    | 3     |       |       |
| Toledo                                              | 7    | 1    | 8     | 4     |       |       |
| Western Michigan                                    | 5    | 3    | 7     | 5     |       |       |
| Ball State                                          | 4    | 4    | 6     | 6     |       |       |
| Eastern Michigan                                    | 4    | 4    | 6     | 6     |       |       |
| Central Michigan                                    | 2    | 6    | 3     | 9     |       |       |
| Finale de Conférence : Northern Illinois 23-20 Ohio |      |      |       |       |       |       |

| Mountain West Conference |      |      |       |       |       |       |
|                          | Conf | Conf | Total | Total | Total | Total |
| Équipe                   | V    | D    | V     | D     |       |       |
| TCU                      | 7    | 0    | 10    | 2     |       |       |
| Boise State              | 6    | 1    | 11    | 1     |       |       |
| Wyoming                  | 5    | 2    | 8     | 4     |       |       |
| San Diego State          | 4    | 3    | 8     | 4     |       |       |
| Air Force                | 3    | 4    | 7     | 5     |       |       |
| Colorado State           | 1    | 6    | 3     | 9     |       |       |
| UNLV                     | 2    | 6    | 3     | 9     |       |       |
| New Mexico               | 1    | 6    | 1     | 11    |       |       |

| Pacific 12 Conference                                      |      |      |       |       |       |       |
|                                                            | Conf | Conf | Total | Total | Total | Total |
| Équipe                                                     | V    | D    | V     | D     |       |       |
| Nord                                                       |      |      |       |       |       |       |
| Oregon                                                     | 8    | 1    | 11    | 2     |       |       |
| Stanford                                                   | 8    | 1    | 11    | 1     |       |       |
| Washington                                                 | 5    | 4    | 7     | 5     |       |       |
| California                                                 | 4    | 5    | 7     | 5     |       |       |
| Oregon State                                               | 3    | 6    | 3     | 9     |       |       |
| Washington State                                           | 2    | 7    | 4     | 8     |       |       |
| Sud                                                        |      |      |       |       |       |       |
| USC                                                        | 7    | 2    | 10    | 2     |       |       |
| UCLA                                                       | 5    | 4    | 6     | 7     |       |       |
| Arizona State                                              | 4    | 5    | 6     | 6     |       |       |
| Utah                                                       | 4    | 5    | 7     | 5     |       |       |
| Colorado                                                   | 2    | 7    | 3     | 10    |       |       |
| Arizona                                                    | 2    | 7    | 4     | 8     |       |       |
| Finale de Conférence : Oregon 49-31 UCLA (USC disqualifié) |      |      |       |       |       |       |

| SouthEastern Conference (SEC)            |      |      |       |       |       |       |
|                                          | Conf | Conf | Total | Total | Total | Total |
| Équipe                                   | V    | D    | V     | D     |       |       |
| Est                                      |      |      |       |       |       |       |
| Georgia                                  | 7    | 1    | 10    | 3     |       |       |
| South Carolina                           | 6    | 2    | 10    | 2     |       |       |
| Florida                                  | 3    | 5    | 6     | 6     |       |       |
| Vanderbilt                               | 2    | 6    | 6     | 6     |       |       |
| Kentucky                                 | 2    | 6    | 5     | 7     |       |       |
| Tennessee                                | 1    | 7    | 5     | 7     |       |       |
| Ouest                                    |      |      |       |       |       |       |
| LSU                                      | 8    | 0    | 13    | 0     |       |       |
| Alabama                                  | 7    | 1    | 11    | 1     |       |       |
| Arkansas                                 | 6    | 2    | 10    | 2     |       |       |
| Auburn                                   | 4    | 4    | 7     | 5     |       |       |
| Mississippi State                        | 2    | 6    | 6     | 6     |       |       |
| Ole Miss                                 | 0    | 8    | 2     | 10    |       |       |
| Finale de Conférence : LSU 42-10 Georgia |      |      |       |       |       |       |

| Sun Belt Conference   |      |      |       |       |       |       |
|                       | Conf | Conf | Total | Total | Total | Total |
| Équipe                | V    | D    | V     | D     |       |       |
| Arkansas State        | 8    | 0    | 10    | 2     |       |       |
| Western Kentucky      | 7    | 1    | 7     | 5     |       |       |
| Louisiana-Lafayette   | 6    | 2    | 8     | 4     |       |       |
| Florida International | 5    | 3    | 8     | 4     |       |       |
| North Texas           | 4    | 4    | 5     | 7     |       |       |
| Louisiana-Monroe      | 3    | 5    | 4     | 8     |       |       |
| Troy                  | 2    | 6    | 3     | 9     |       |       |
| Middle Tennessee      | 1    | 7    | 2     | 10    |       |       |
| Florida Atlantic      | 0    | 8    | 1     | 11    |       |       |

| Western Athletic Conference (WAC) |      |      |       |       |       |       |
|                                   | Conf | Conf | Total | Total | Total | Total |
| Équipe                            | V    | D    | V     | D     |       |       |
| Louisiana Tech                    | 6    | 1    | 8     | 4     |       |       |
| Utah State                        | 5    | 2    | 7     | 5     |       |       |
| Nevada                            | 5    | 2    | 7     | 5     |       |       |
| San Jose State                    | 3    | 4    | 5     | 7     |       |       |
| Fresno State                      | 3    | 4    | 4     | 9     |       |       |
| Hawaii                            | 3    | 4    | 6     | 7     |       |       |
| New Mexico State                  | 2    | 5    | 4     | 9     |       |       |
| Idaho                             | 1    | 6    | 2     | 10    |       |       |

| Independents  |   |   |
| Équipe        | V | D |
| Brigham young | 9 | 3 |
| Notre Dame    | 8 | 4 |
| Navy          | 4 | 7 |
| Army          | 3 | 8 |

## Classement national avant les Bowls
| - 1er LSU (1500 pts) - 2e Alabama (1418 pts) - 3e Oklahoma State (1400 pts) - 4e Stanford (1283 pts) - 5e USC (1179 pts) - 6e Oregon (1170 pts) - 7e Arkansas (1148 pts) - 8e Boise State (1107 pts) - 9e Wisconsin (1038 pts) - 10e South Carolina (946 pts) |

Ce classement est celui qui a été établi à partir de votes de plusieurs journaux et d'un calcul par ordinateur voir espn.go.com BCS Standings.

## Bowls

### Bowls majeurs du BCS
| Bowl                           | Date           | Lieu                                                     | Équipe 1           | Équipe 2           | Score |
| ------------------------------ | -------------- | -------------------------------------------------------- | ------------------ | ------------------ | ----- |
| BCS National Championship Game | 9 janvier 2012 | Mercedes-Benz Superdome, La Nouvelle-Orléans (Louisiane) | Alabama (2)        | LSU (1)            | 21-00 |
| Fiesta Bowl                    | 2 janvier 2012 | University of Phoenix Stadium, Glendale (Arizona)        | Stanford (4)       | Oklahoma St. (3)   | 38-41 |
| Rose Bowl                      | 2 janvier 2012 | Rose Bowl Stadium, Pasadena (Californie)                 | Wisconsin (9)      | Oregon (6)         | 38-45 |
| Sugar Bowl                     | 3 janvier 2012 | Mercedes-Benz Superdome, La Nouvelle-Orléans (Louisiane) | Michigan (13)      | Virginia Tech (11) | 23-20 |
| Orange Bowl                    | 4 janvier 2012 | Sun Life Stadium, Miami Gardens (Floride)                | West Virginia (23) | Clemson (15)       | 70-33 |

L'Orange Bowl constitue un record historique pour ce qui est du nombre de points marqués (103) dans l'histoire des Bowls. Par ailleurs, le Quaterback Geno Smith a égalé le record de nombre de passes pour touchdowns dans l'histoire des bowls, en réussissant 6 passes.

## Récompenses

### Trophée Heisman 2011
- 1 Robert Griffin III, Bears de Baylor, quarterback
- 2 Andrew Luck, Cardinal de Stanford, quarterback
- 3 Trent Richardson, Crimson Tide de l'Alabama, running back

### Sélection All America
C'est l'équipe sélectionnée par Associated Press.
| Position         | Joueur                                              |
| ---------------- | --------------------------------------------------- |
| Quarterback      | Robert Griffin III (Baylor)                         |
| Running back     | Montee Ball (Wisconsin) Trent Richardson (Alabama)  |
| Wide receiver    | Justin Blackmon (Oklahoma State) Robert Woods (USC) |
| Tight end        | Dwayne Allen (Clemson)                              |
| Offensive tackle | Barrett Jones (Alabama) Matt Kalil (USC)            |
| Offensive guard  | David DeCastro (Stanford) Kevin Zeitler (Wisconsin) |
| Centre           | David Molk (Michigan)                               |
| Kicker           | Randy Bullock (Texas A&M)                           |
| Unité spéciale   | Sammy Watkins (Clemson)                             |

| Position         | Joueur                                                                            |
| ---------------- | --------------------------------------------------------------------------------- |
| Defensive end    | Melvin Ingram (South Carolina) Whitney Mercilus (Illinois)                        |
| Defensive tackle | Devon Still (Penn State) Jerel Worthy (Michigan State)                            |
| Linebacker       | Dont'a Hightower (Alabama) Jarvis Jones (Texas A&M) Luke Kuechly (Boston College) |
| Cornerback       | Morris Claiborne (LSU) Tyrann Mathieu (LSU)                                       |
| Safety           | Mark Barron (Alabama) Bacarri Rambo (Georgia)                                     |
| Punter           | Brad Wing (LSU)                                                                   |